# メリアン・ブランドン
メリアン・ブランドン（Maryann Brandon）は、アメリカの映画編集者である。ユナイテッド・タレント・エージェンシー所属。

## 略歴
ブランドンは、J・J・エイブラムスがプロデュースしたテレビシリーズ『エイリアス』を編集し、エミー賞にノミネートされた。また彼女は、エイブラムスの映画監督デビュー作である『ミッション:インポッシブル3』をメアリー・ジョー・マーキーと共同編集した。さらに2009年の『スター・トレック』で、エイブラムの指揮の下、マーキーは再び共同で編集を担当した。
また、『エイリアス』のファイナルシーズンで副プロデューサーも務めていた。
ブランドンはアメリカ映画編集者協会の会員に選出されている。

## 作品
- ビンゴ! Bingo (1991年)
- ケイティ Born to Be Wild (1995年)
- ラブリー・オールドメン/釣り大将LOVE LOVE日記 Grumpier Old Men (1995年)
- シークレット/嵐の夜に A Thousand Acres (1997年)
- The Miracle Worker (2000年)
- エイリアス Alias (2001-2005年)
- ミッション:インポッシブル3 Mission: Impossible III (2006年)
- ジェイン・オースティンの読書会 The Jane Austen Book Club (2007年)
- スター・トレック Star Trek (2009年)
- ガリバー旅行記 Gulliver's Travels (2010年)
- SUPER8/スーパーエイト Super 8 (2011年)
- スター・トレック イントゥ・ダークネス Star Trek Into Darkness (2013年)
- エンドレス・ラブ〜17歳の止められない純愛 Endless Love (2014年)
- ダーケスト・マインド The Darkest Minds (2018年)